# Pavel Zelenoï
Pavel Alexeïevitch Zelenoï, en russe : Павел Алексеевич Зеленой, né le 5 janvier 1833 (Calendrier julien / 17 janvier Calendrier grégorien), mort le 10 janvier 1909, est un amiral de l'Empire russe. Il fut gouverneur de Taganrog de 1882 à 1885, gouverneur d'Odessa de 1885 à 1898. En 1902, il fut promu amiral de la marine impériale de Russie.
Pavel Alexeïevitch Zelenoï épousa Natalia Mikhaïlovna Verkhovskaïa (1842-1901).